# Экономия (потребительское общество)
Потребительское общество «Экономия» — кооператив, основанный в 1912 (или 1911) году в Новониколаевске. Первое потребительское общество города.

## История
В феврале 1912 года (по другим данным — 9 ноября 1911 года) инженер А. Шиша и предприниматель Н. Жернаков организовали первое в Новониколаевске потребительское общество.

## Деятельность
Потребительское общество занималось торговой и заготовительной деятельностью, владела несколькими магазинами в городе. Кооператоры скупали у крестьян дрова, сено, продукты и продавали их в Новониколаевске. В городских магазинах и пригородных поселениях они торговали промышленными товарами, при этом цены были более низкими, чем у частных торговцев. Общество также продавало крестьянам сельскохозяйственный инвентарь.
В 1915 году «Экономия» выполнила заказ военного ведомства на поставку крупных партий овса и сена.
Потребительское общество способствовало появлению мелких производственных артелей.

## Пайщики
Пайщиками были предприниматели, заводские рабочие мелкие чиновники, крестьяне близлежащих поселений, малоимущие горожане.
В октябре 1912 года в потребительском обществе насчитывалось 558 пайщиков, в 1916 году — 1297.

## Председатели правления
- Гузовский, (живший в 1913 году в доходном доме В.А.Буксгевдена 1912 года постройки, на улице Б.Вульфова 2а в Санкт-Петербурге был председателем общества потребителей "Экономия")
- Ю. Конисский, чиновник
- А. К. Скворцов, учитель
- В. Р. Романов (с 1916 года)[1].